# Svelvik
Svelvik is een plaats in de Noorse provincie Buskerud en voormalige gemeente in de Noorse provincie Vestfold. De gemeente telde 6653 inwoners in januari 2017. Per 1 januari 2020 werd de gemeente Svelvik, inclusief de plaatsen Berger en Nesbygda, opgenomen in de gemeente Drammen in de op dezelfde dag gevormde provincie Viken.
De smalle Svelvikstrømmen scheidt Svelvik van de voormalige gemeente Hurum. Een veerboot verbindt beide oevers.

## Bezienswaardigheden
- De kerk van Selvik (Selvik kirke) is een zaalkerk van 1859.

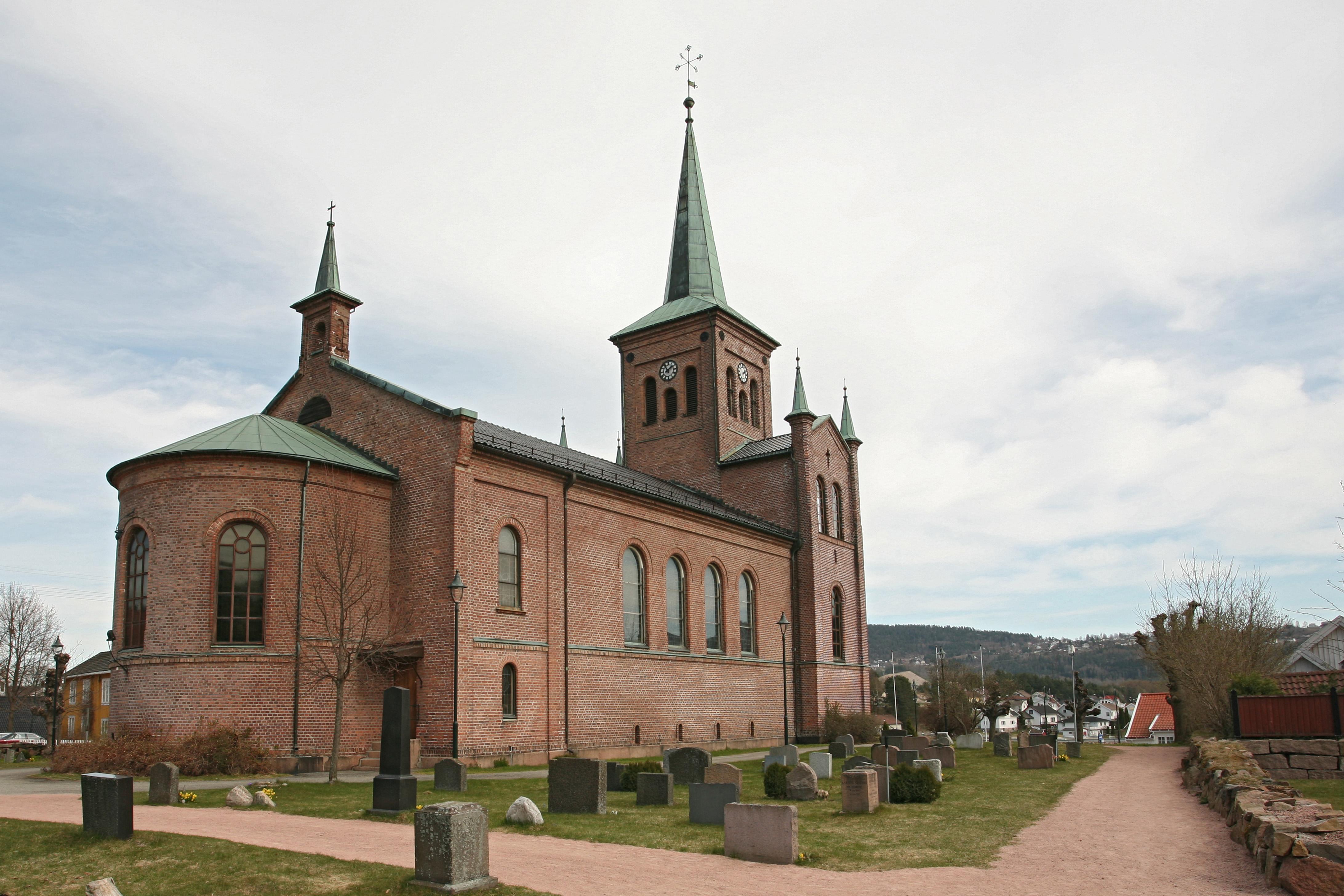
Selvik kirke
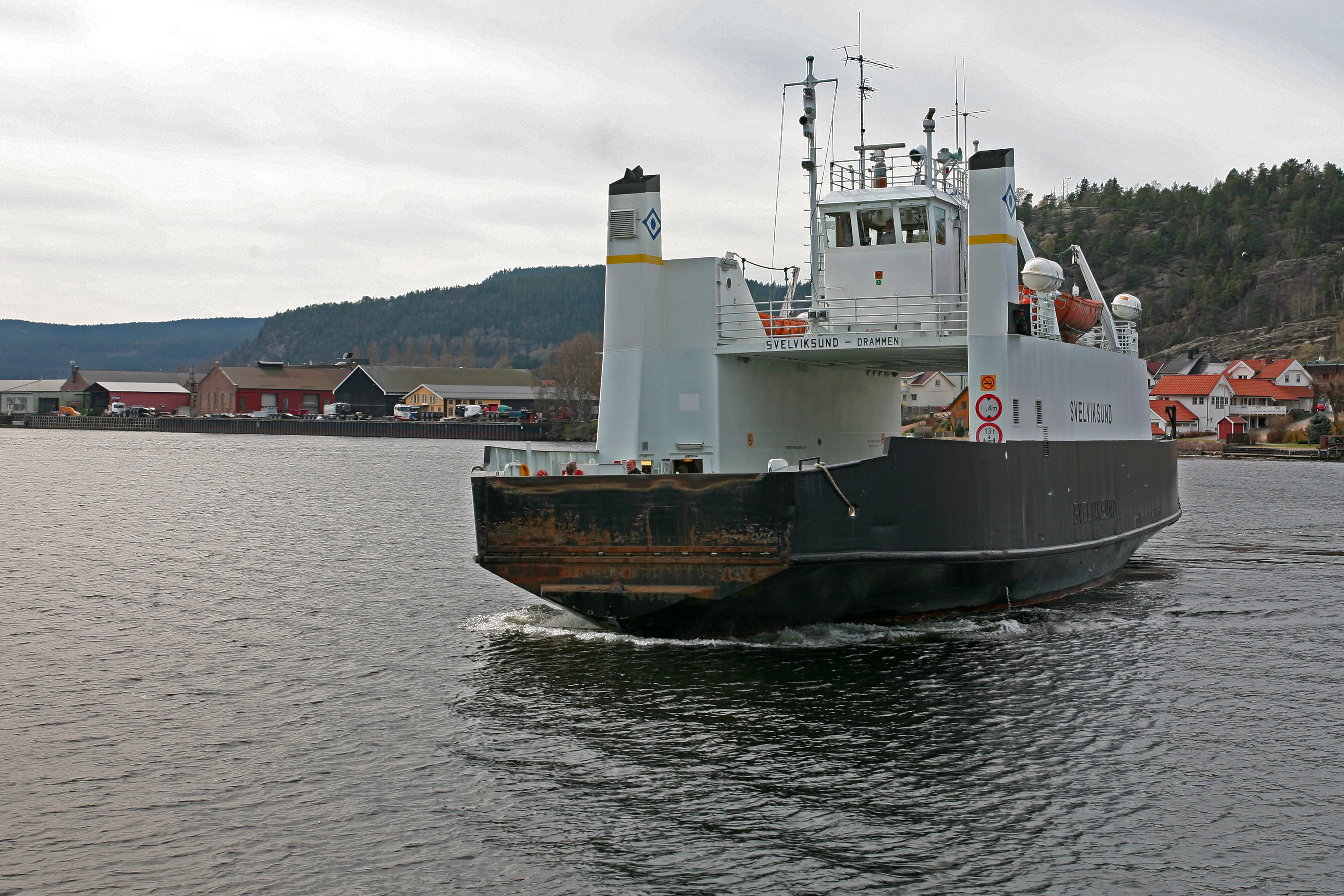
Veerboot over de Svelvikstrømmen.
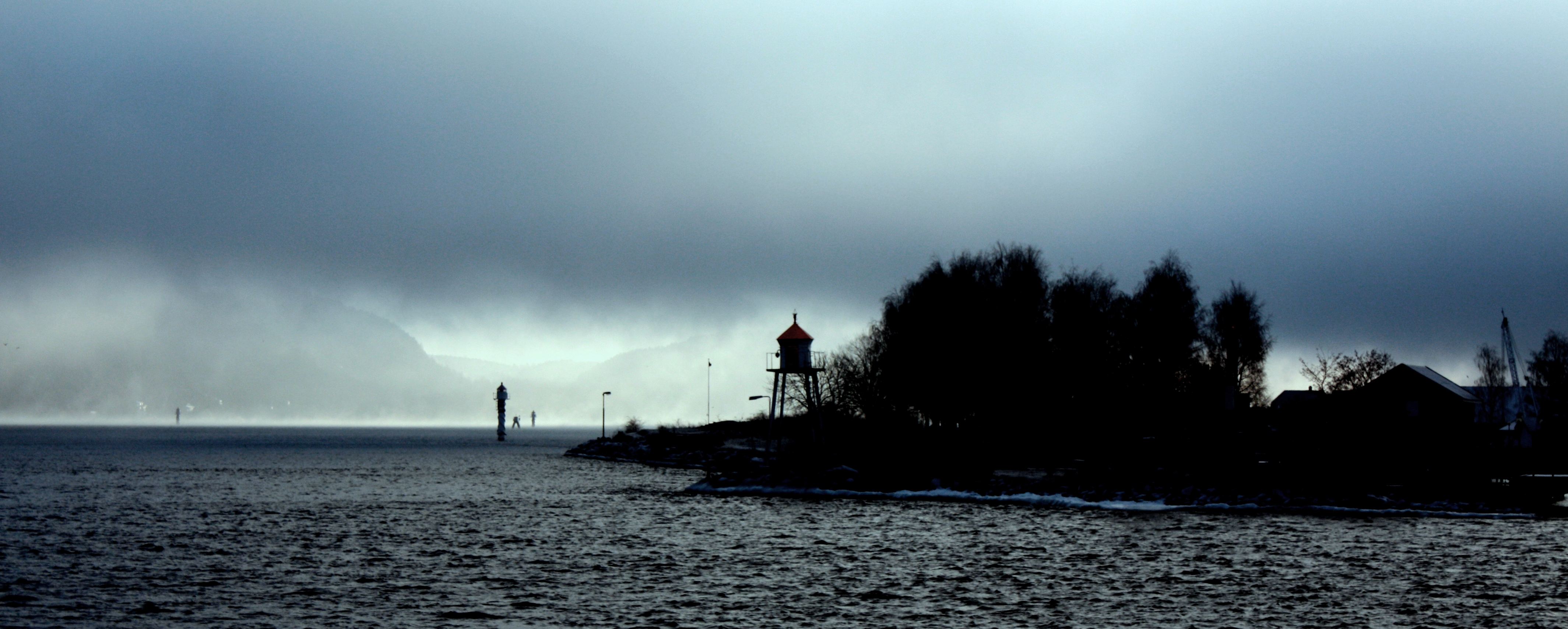
Uigang van de stroom
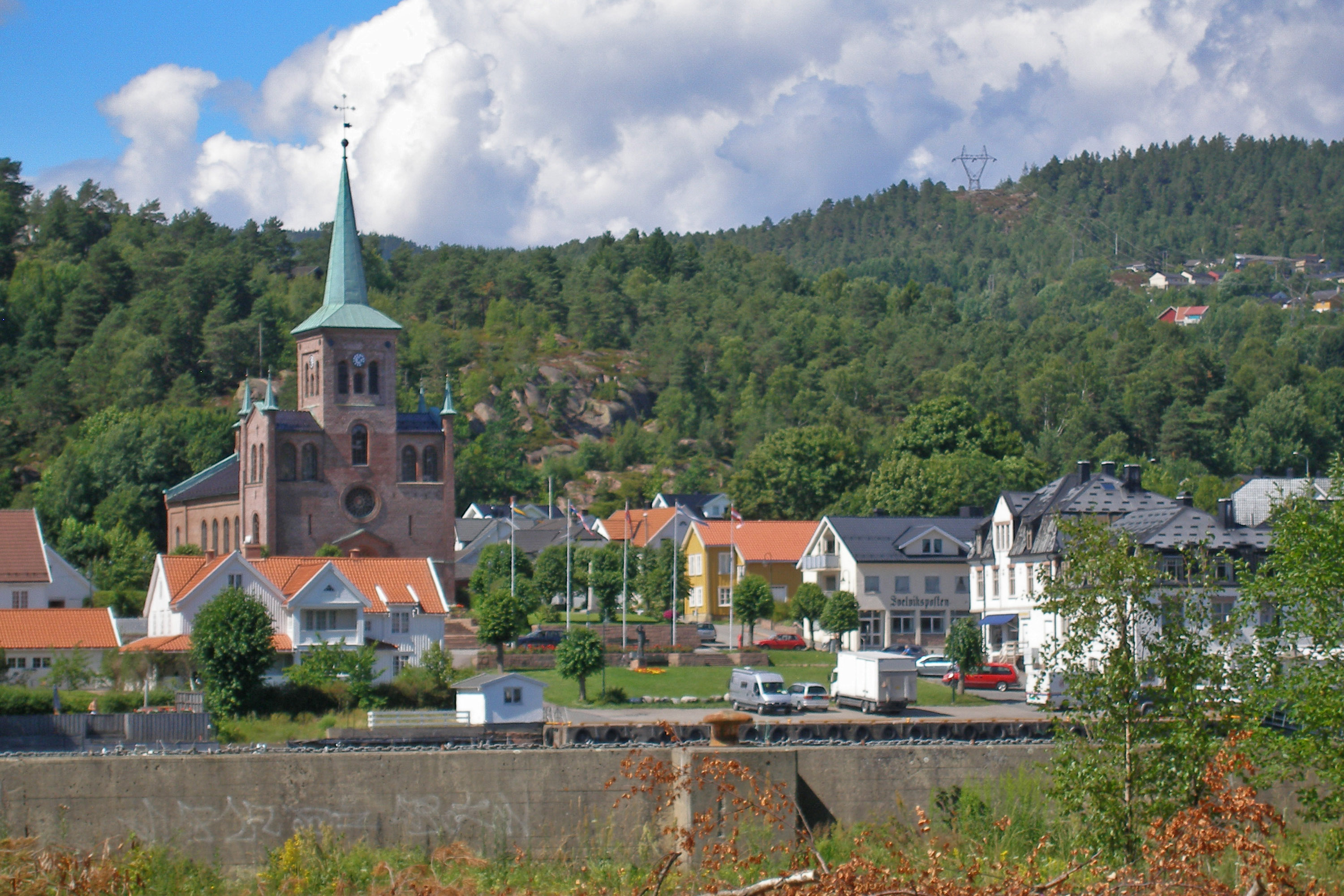
Gezicht op Svelvik

Berger · Drammen · Jordbrekkskogen · Gulskogen · Nedre Eiker · Nesbygda · Konnerud · Pukerud · Skoger · Stubberud · Svelvik · Tangen
Færder · Holmestrand · Horten · Larvik · Sandefjord · Tønsberg

Voormalige gemeente: Andebu · Hof · Lardal · Nøtterøy · Re · Sande · Stokke · Svelvik · Tjøme